# Cresson (Teksas)
Cresson – miasto w Stanach Zjednoczonych, w stanie Teksas, w hrabstwie Hood.